# Ley de cuotas (Colombia)
La Ley de cuotas es el nombre que recibe la ley 581 de 2000 de Colombia, por medio de la cual se dispone que el 30 por ciento de los altos cargos públicos deben ser ejercidos por mujeres.
La ley reglamenta la participación de la mujer en los niveles de decisión de las diferentes ramas del poder público, tanto a nivel nacional, como a nivel departamental, regional, provincial, distrital y municipal. El incumplimiento de dicha ley constituye causal de mala conducta que se sanciona hasta con treinta días de suspensión en el ejercicio del cargo y la destitución en caso de persistencia. El acceso a los cargos se hace por medio de ternas en las cuales debe haber como mínimo una mujer.
Se exceptúan de la Ley la carrera judicial, administrativa u otras en las que el ingreso y promoción se basen exclusivamente en el mérito. No obstante, los jurados que hacen la calificación en los concursos de carrera también deben ser integrados, en su mitad, por mujeres. 
Este tipo de leyes se expiden conforme a los lineamientos de la IV Conferencia mundial para las mujeres de 1995, que aclaró que los estados deben tomar medidas temporales que estén encaminadas a apresurar la igualdad entre los hombres y las mujeres. Dicha ley es un ejemplo claro de la discriminación positiva, la cual busca compensar una discriminación histórica a un grupo social, en este caso las mujeres. 
Lo anterior es una forma de superar la discriminación de género en Colombia y en otros países latinoamericanos donde leyes de este tipo se han promulgado. Sin embargo, aún existen situaciones sociales enmascaradas, es decir, situaciones en las cuales se da la discriminación de forma "legal". Por ejemplo, se argumenta que no hay candidatas cualificadas para los magisterios de las altas cortes y este es un medio para que exista una discriminación, sin incumplir la ley. Por lo tanto, aunque dichas acciones afirmativas o de discriminación positiva buscan mejorar la situación de discriminación de la mujer, aún hay esferas donde esto no es aplicado y se dan razones diferentes para justificarlo.[cita requerida]